# Praia das Taquaras
Praia das Taquaras är en strand i Brasilien.   Den ligger i delstaten Santa Catarina, i den södra delen av landet, 1 300 km söder om huvudstaden Brasília.